# Landou (trăsură)

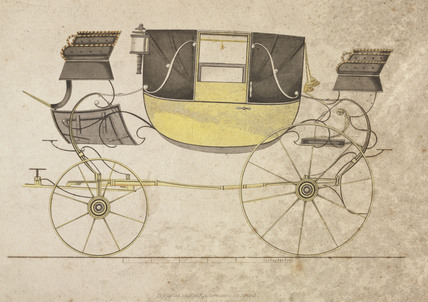
Landou din 1816

Landoul este un termen folosit pentru a descrie o trăsură convertibilă. Landoul era o trăsură de lux, tipică orașelor, folosită de oamenii înstăriți. Partea de jos a landoului prevedea o vizibilitate maximă ocupanților și hainelor acestora, caracteristică pentru care unii lorzi primari din Regatul Unit încă folosesc astfel de trăsuri la unele ceremonii importante.

## Istoria landourilor

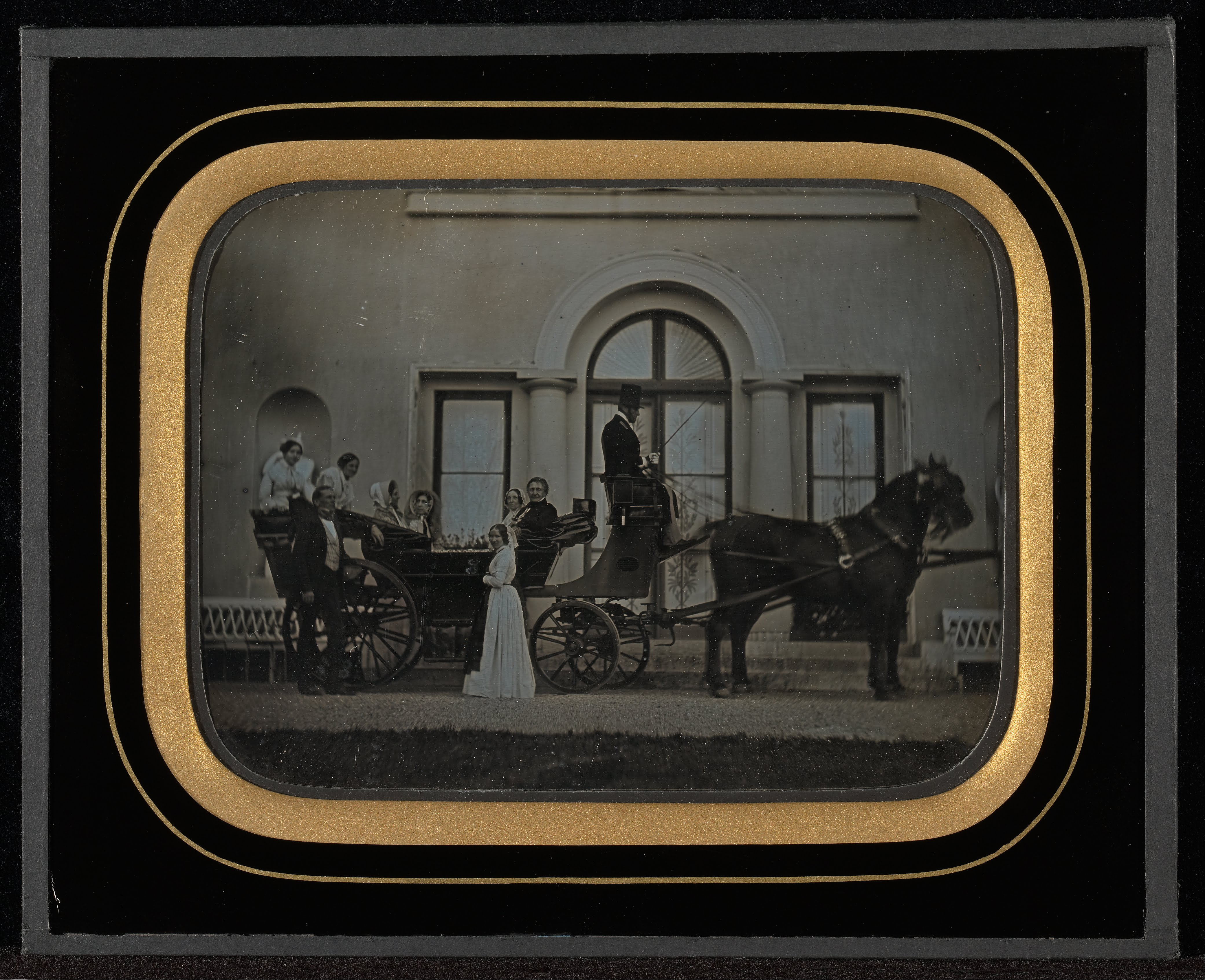
Daghereotipie din anul 1849 a unui landou pregătit pentru o ieșire în familie

Un landou este ușor și suspendat pe arcuri eliptice. A fost inventat în secolul al XVIII-lea. Numele de landou (în engleză landau) este menționat pentru prima dată în 1743. A fost numit după orașul german Landau din regiunea Pfalz, unde au fost produse pentru prima dată.

## Descriere și dezvoltare

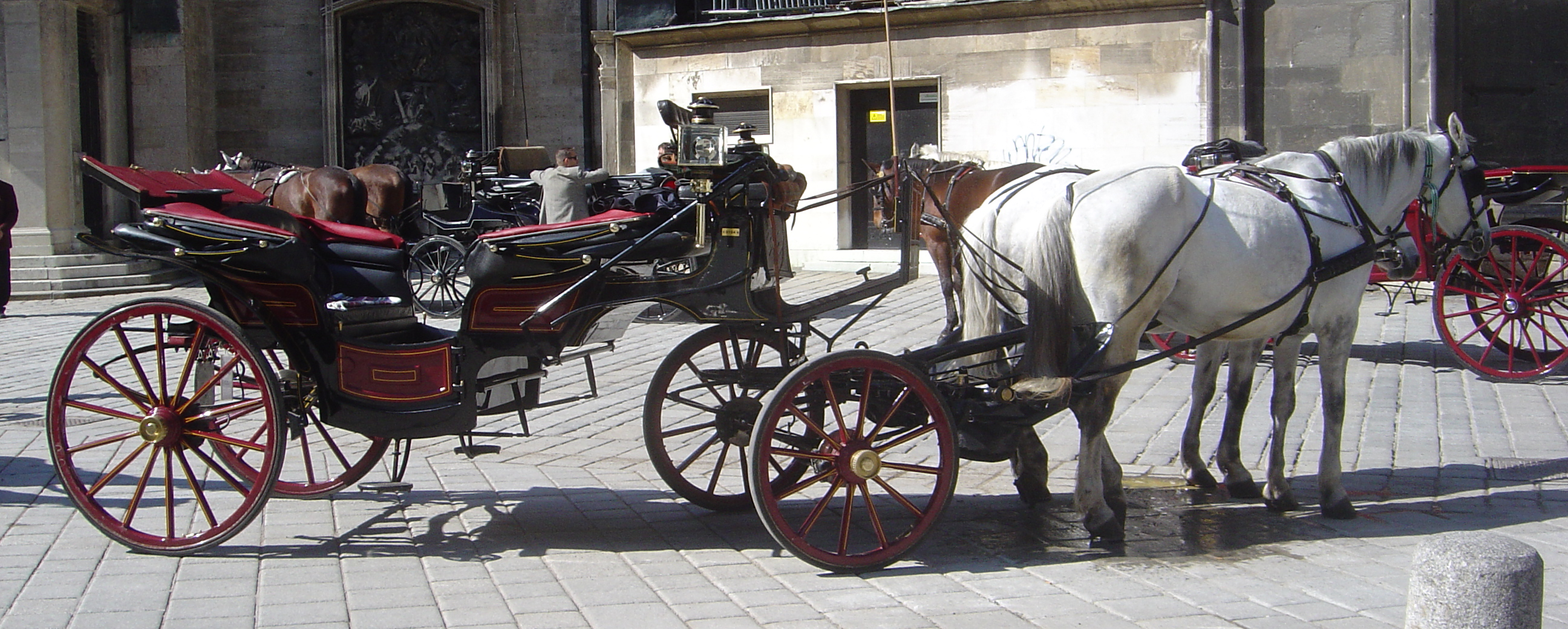
În Viena landourile erau numite fiacre, datorită faptului că puteau fi închiriate

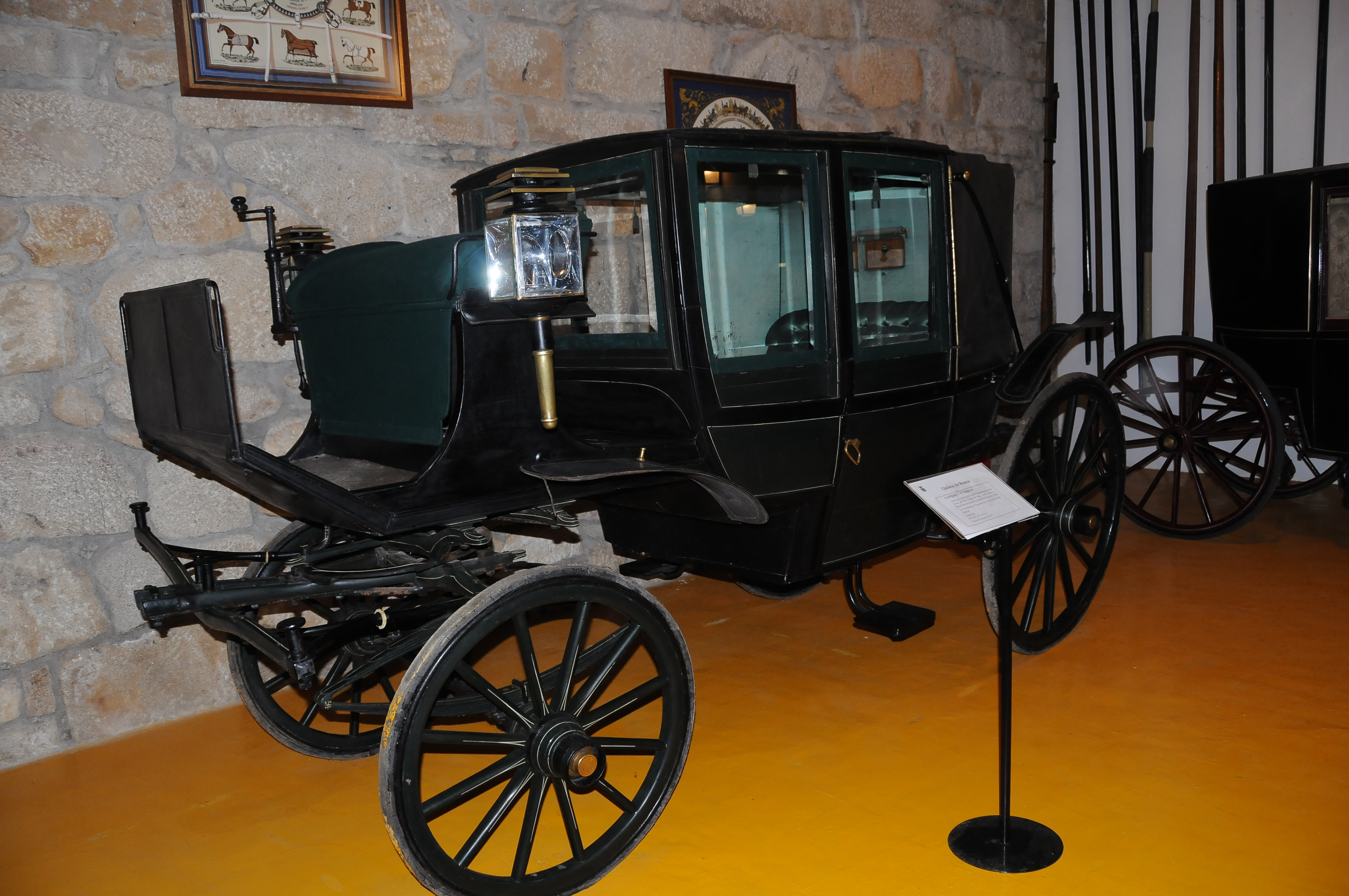
Un landou expus în Muzeul Trăsurilor din Gerz do Lima

Un landou, care este proiectat pentru a fi tras de patru cai, este un tip de trăsură de tip vis-à-vis, având scaune față în față, așezate pe o bază care funcționează ca o podea. Tavanul pliabil este format din două părți, unite la centru. Cele două sunt de cele mai multe ori perfect plate, însă partea din spate poate fi lăsată jos sau dată la o parte în timp ce partea din față poate fi scoasă cu totul. Când ambele părți sunt ridicate, acestea pot adăposti cu ușurință pasagerii, lăsând și spațiu adițional.
Landoul poate avea o ușă de dimensiuni normale sau, mai des, o ușă mai mică. Un landou mai are și un geam de sticlă în față și două în lateral.

## Landoulet
Un landoulet este o versiunea mai mică a landoului. Landouletul prezintă partea din spate a tavanului pliabil specifică landoului normal.

## Landoul în Marea Britanie

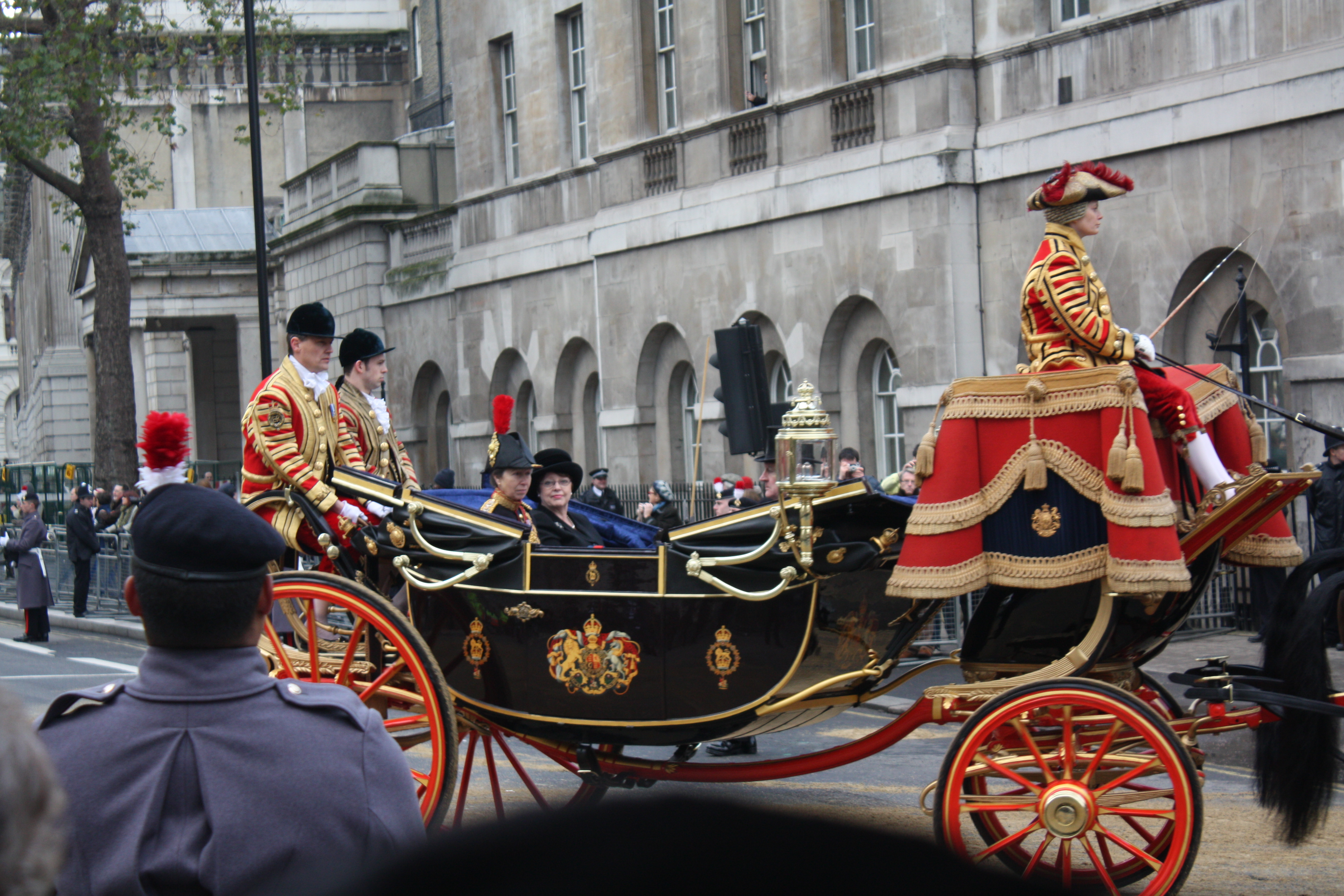
Un landou folosit pentru transportul prințesei Anne

În Marea Britanie landourile încă sunt folosite pentru transportul membrilor familiei regale și de către lorzii primari.

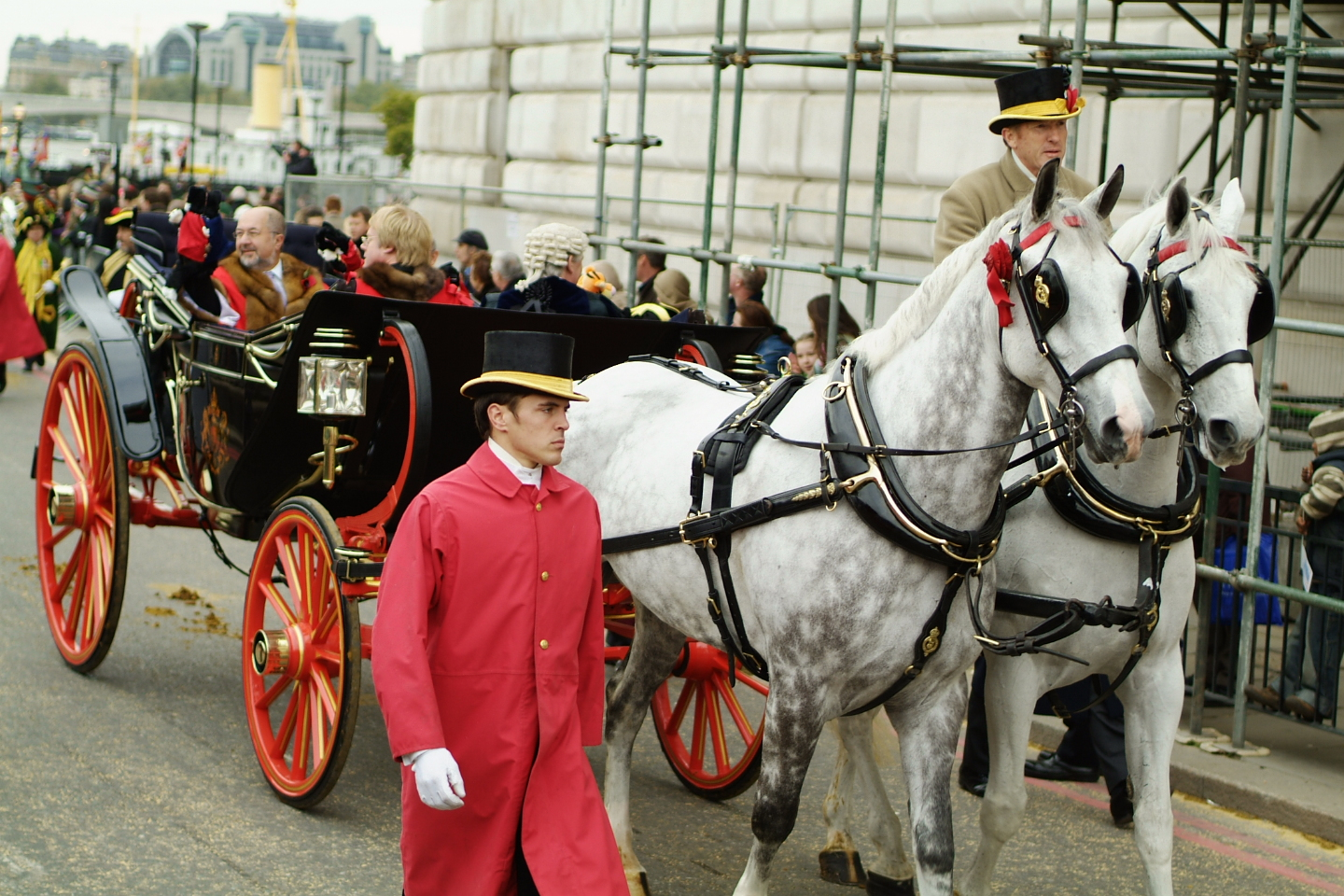

Landourile reprezintă un mijloc de transport deosebit atâta timp cât vremea este prietenoasă, fiind folosite în evenimente cum ar fi vizite de stat, nunți regale etc. De asemenea, acestea joacă un rol important în ceremonia de primire a noilor ambasadori: la scurt timp după sosirea lor în Londra, ambasadorii străini se întâlnesc cu regina pentru a-și prezenta scrisoarea de acreditare. Ambasadorii sunt aduși la Palatul St. James cu un landou regal, fiind escortați de către Mareșalul Corpului Diplomatic. Suita ambasadorului îi urmează într-un alt landou.

## Landoul în Canada
Monarhul Canadei are un landou la dispoziție în Ottawa pentru diverse ceremonii. Landoul a fost oferit Canadei în 1911 și a fost folosit anterior de guvernatorul general al Australiei.

## Landoul în Japonia
În Japonia landourile (numite zagyoshiki), sunt folosite pentru a întâmpina ambasadorii noi, pentru nunți regale, pentru încoronări, etc.